# سفارة الولايات المتحدة في النمسا
سفارة الولايات المتحدة في النمسا هي أرفع تمثيل دبلوماسي لدولة الولايات المتحدة لدى النمسا. تقع السفارة في فيينا وهي تهدف لتعزيز المصالح الأمريكية في النمسا.

## وصلات خارجية
- قائمة سفارات الولايات المتحدة
- قائمة السفارات في النمسا